# Tony Leblanc
Ignacio Fernández Sánchez, mais conhecido como Tony Leblanc (Madrid, 7 de maio de 1922 - Madrid, 24 de novembro de 2012) foi um ator, diretor e humorista espanhol.